# 隱太子 (蔡國)
蔡隱太子（？—前530年），名友，蔡灵侯的太子。前531年，楚灵王诱杀蔡灵侯，派公子弃疾围攻蔡国都城上蔡。隱太子友派大夫蔡洧求救于晋国。晋昭公派大夫韩起召集中原诸侯，宋国等国以武备荒废为由拒绝。前530年十一月，上蔡城破，隱太子友被楚灵王俘杀。其子庐在楚平王复蔡后被立为蔡平侯。前521年，另一子东国继承蔡国君位，是为蔡悼侯。另一子后也继位，是为蔡昭侯。